# Korenica (Chorvatsko)
Korenica (v srbské cyrilici Кореница, do roku 1991 Titova Korenica/Титова Кореница) je obec v Chorvatsku, v regionu Lika, u hranice s Bosnou a Hercegovinou a blízko Plitvických jezer. V roce 2011 v ní žilo 1766 obyvatel. Je sídlem općiny (obce) Plitvička Jezera.

## Historie
Obec je od 18. století osídlena většinově pravoslavným, resp. srbským obyvatelstvem a historicky byla součástí tzv. Vojenské hranice. Za druhé světové války byla místem střetů chorvatských ustašovců a komunistických partyzánů. Válečné události připomínal brutalistní památník v lokalitě Bijeli Potoci, který byl později poškozen a nakonec stržen.
Po válce byla na počet Josipa Broze Tita přejmenována na Titovu Korenici.
Velmi odlehlá obec obklopená lesy a atraktivní přírodou se dostala do povědomí v 2. polovině 20. století díky rozvoji turismu. V březnu 1991 zde došlo na Velikonoce k nepokojům mezi místním většinově srbským a menšinovým chorvatským obyvatelstvem. V předvečer chorvatské války za nezávislost zde padlo několik lidí. Za války byla obec součástí Republiky Srbské Krajiny, poté byla po znovu integrována do Chorvatska. Od roku 1997 byla od původní obce Korenica oddělena nová općina Udbina.

## Pamětihodnosti/turistika
V Korenici se nachází katolický kostel sv. Jiří (Jurja) a západně od obce v horách se nachází pozůstatky pevnosti Mrsinj Grad. Do roku 1943 zde stál i pravoslavný kostel sv. archandělů Michaila a Gavrila, který byl za války zničen.
Z Korenice vede turistická značená trasa na vrchol Gola Plješivica, který se nachází na hranici s Bosnou a Hercegovinou.